# トヨタ・プロナード
プロナード（PRONARD）は、トヨタ自動車がかつて販売していたセダン型乗用車。北米向けの2代目アバロンを日本市場に投入したモデルである。

## 概要
開発テーマに「上質のゆとり」、車両コンセプトに「Brand-new Luxury & Spacious Sedan」を掲げ、月販目標は1,000台とされていた。ボディーカラーは「スーパーホワイトパールマイカ」「シルバーメタリック」「グリーンマイカ」の3色である。CMキャッチコピーは「こんなトヨタなら、乗ってもいい。」。
アメリカ合衆国のケンタッキー工場で生産された車両を日本へ輸入し、ビスタ店で販売されていた。トヨタの車種ラインナップの中では、解説書にて「FF最高級セダン」という表現がなされている。
ベースとなるアバロンが北米向けに開発された車種であるため、全体的なサイズはクラウンやカムリよりもやや大きく、3代目セルシオに近い。しかし、同クラスのクラウンという圧倒的な人気車種の存在や、ビスタ店にも既にアリストやクレスタといった人気車種があったため、明確なターゲットを打ち出せず、終始人気を得られないまま販売を終了。これ以降、日本におけるアバロンの輸入販売は行われていない。
清子内親王（紀宮）の公用車としても使用された。

## 型式 MCX20型 （2000年 - 2004年）
2000年4月7日、発売。グレードはベーシックモデルとなる「3.0」、ディスチャージヘッドランプ、サンルーフ、本革シート、クルーズコントロール、スカイフックTEMSなどを装備した上級モデルにあたる「3.0 G」、そしてベンチシート（前席3人掛けコラムシフト式、乗車定員6名）の「3.0 L」の計3種類がある。
販売当時、先進装備でもあったDVDナビゲーションが全グレードに標準装備されていた。これはプロナードが北米からの輸入車であり、メーカーオプションを多種多様に設定できないためであったが、逆にこれはまだ純正カーナビゲーション自体が追加オプションによる設定が主流であった日本車市場において、当時の国産他車（トヨタ車以外も含む）と比べても同車がハイスペックな装備を持つ結果となった。
日本仕様前期型の生産は2000年2月～で「GH-MCX20」、2000年8月以降生産分は平成12年基準排出ガス25％低減レベルエンジン搭載車に変更となり「TA-MCX20」となる。
2002年9月2日、マイナーチェンジ。フロントバンパー、フォグランプ、フロントグリルや後部テールデザインを変更し、ディスチャージヘッドランプや雨滴感知式ワイパー、木目調+本革巻きステアリングホイール、同フロアシフトレバーノブ、車名ロゴ入りのスカッフプレートなどを標準装備化。また、全グレードからサンルーフ（ムーンルーフ）の設定が廃止された。
内装色にも若干の変更が加えられ、前期は淡い黄色に近い明るめのアイボリー色、後期はグレーに近い暗めのアイボリー色となっている（設定はフォーンに変更）。
ボディカラーは前期の「グリーン」から「ダークブルーマイカ」（「3.0」のみの設定）へと変更された。後期のボディカラーも3色。また、前期の「3.0 L」は「3.0 G」グレードと同様の本革シート表皮が標準装備となっていたが、後期の「3.0 L」は通常の「3.0」グレードと同様のファブリック表皮に変更されたため、結果的に前期の同型よりもダウングレードしているという珍しい特徴もある。
後期では、それまで全グレードで標準装備となっていたTV付きDVDナビゲーションを非装備とした「3.0 Mパッケージ」という受注生産専用グレードが存在した。
2003年11月、生産終了。在庫対応分のみの販売となる。
2004年3月31日、翌4月1日のビスタ店のネッツ店への統合に先立ち、ヴェロッサとともに販売を終了した。新車登録台数の累計は7,620台。

## アバロンとの相違
北米仕様モデルの「アバロン」と日本仕様モデルの「プロナード」の相違点は以下の通りである。
- 車名表記

トランクパネル右側に北米仕様は「AVALON」。日本仕様は「PRONARD」。
- グレード表記

北米仕様はトランクパネル右側「AVALON」に続けて「XL」「XLS」。日本仕様はトランクパネル左側に「3.0」「3.0G」「3.0G package」「3.0L」のいずれかが貼付される。
- メーカープレート

北米仕様はトランクパネル左側に「TOYOTA」プレート。日本仕様のその部分にはグレードプレートが貼付される。
- 外装

北米仕様「XL」グレードにはフォグランプの設定が無いためボディ同色カバーが装着される。日本仕様はフォグランプ標準装備。
北米仕様には前期/後期ともにディスチャージヘッドランプの設定はなく全車ハロゲンヘッドランプとなる。日本仕様は前期の「3.0G」以外はハロゲンヘッドランプ仕様であったが、後期では全グレードがディスチャージヘッドランプに統一された。
北米仕様ではマッドガード(黒)がアクセサリー設定。日本仕様はカラードマッドガードがディーラー装着オプション。
- 純正ホイール

北米仕様には15インチ鉄ホイール+フルホイールカバーと、日本仕様とは別デザインの16インチ純正アルミホイールがある。
- エアロパーツ

北米仕様にはリアスポイラーなどの純正エアロパーツの設定がある。日本仕様には存在しない。
- 内装

北米仕様には「XL」「XLS」グレードにそれぞれファブリックシートの表皮がある。さらにグレード毎にオプションの本革表皮が用意され計4種類のシート表皮がある。「XL」グレードには木目調パネルの設定が無い。
日本仕様は「XLS」同等のファブリックシートと本革シートとなる。全グレードで木目調パネルが標準装備されている。
北米仕様「XL」はダイヤル式マニュアルエアコン仕様。「XLS」と日本仕様全グレードはデジタル表示オートエアコン標準装備。
北米仕様はアナログ針メータ、日本仕様はオプティトロンメータが標準装備となる。
北米仕様では「XLS」グレードのみに純正DVDナビゲーションがオプションの為ナビゲーションの無いモデルが存在する。日本仕様は後期「3.0 Mパッケージ」以外では全車標準装備されている。
北米仕様の後期モデルは前期モデル同様の「黒単色のスカッフプレート」と「本皮巻シフトノブ」が採用されている。